# Прайс, Людвиг
Джонанн (Иоганн) Август Людвиг Прайс (нем. Johann August Ludwig Preiss; род. 21 ноября 1811, Херцберг-ам-Харц, Королевство Вестфалия — умер 21 мая 1883, Херцберг-ам-Харц, провинция Ганновер, Пруссия, Германская империя) — британский ботаник и зоолог немецкого происхождения, один из первых исследователей флоры и фауны Западной Австралии.

## Биография
Иоганн Прайс родился в Херцберг-ам-Харце Королевства Вестфалия (ныне район Остероде в Нижней Саксонии). Получил докторскую степень, вероятно, в Гамбурге, затем эмигрировал в Западную Австралию. 4 декабря 1838 года он на борту Britmart прибыл в колонию Суон-Ривер, где прожил до января 1842 года, став за это время британским подданным.
Во время своего пребывания в Западной Австралии, Прайс собрал коллекцию из около 200 000 образцов растений, содержащую от 3000 до 4000 видов. В 1842 году Прайс покинул Западную Австралию и прибыл в Лондон, где и продал коллекцию растений, чтобы окупить свои затраты.
Коллекции Прайса, равно как и собрание растений натуралиста Джеймса Друммонда, положили начало изучению западноавстралийской флоры. Работы ботаников, написанные на основе образцов, собранных Прайсом, позднее были объединены директором гамбургского ботанического сада Иоганно Леманом в многотомный труд Plantae Preissianae sive enumeratio plantarum: quas in Australasia Occidentali et meridionali-occidentali annis 1838—1841 collegit Ludovicus Preiss, partim ab aliis partim a se ipso determinas descriptas illustratas edidit Christianus Lehmann, опубликованный в Гамбурге в 1844—1848 годах.
Коллекции Прайса не ограничивались одними лишь растениями: они включали в себя птиц, рептилий, насекомых и моллюсков. Моллюски были описаны Карлом Теодором Менке, который опубликовал свой труд в Ганновере в 1843 году под названием Molluscorum Novae Hollandiae. В октябре 1839 года Прайс пытался продать свою коллекцию птичьих шкурок колониальному правительству в Перте, но его предложение было отклонено. Коллекция животных, собранная Прайсом, была продана по частям европейским музеям и коллекционерам. Только различимая коллекция находится в муниципальном музее Хальберштадта.
В 1839 году Прайс первым из европейских учёных поймал болотную жабью черепаху, позже отправив её в Венский музей, где образец был обозначен как New Holland, а в 1901 году получил название Pseudemydura umbrina. До 1953 года не было зафиксировано ни одной новой особи этого вида.
В 1844 году Прайс вернулся в Херцберг-ам-Харц, где и прожил остаток своей жизни. Он умер 21 мая 1883 года. Именно Прайс рекомендовал естествоиспытателю Фердинанду Мюллеру переехать в Австралию, где тот и прославился изучением природы.

## Вклад в науку
Прайс отмечается в названиях около 100 видов флоры в Западной Австралии, в том числе растений из рода акация, аллоказуарина, эвкалипт, гревиллея, Hakea, кунцея, чайное дерево, сантал, ксанторрея и кипарисовые.
- L.Preiss — Прайс, Людвиг (англ. Ludwig Preiss, 1811—1882)[3]